# Phryganea bipunctata
Phryganea bipunctata (polska nazwa chruścik dwuplamy) – owad wodny z rzędu chruścików (Trichoptera), z rodziny chruścikowatych (Phryganeidae). Jeden z największych chruścików w Polsce.  Larwy budują przenośne domki z części roślinnych lub detrytusu.
Larwy są drapieżne, w młodszych stadiach odżywiają się także roślinnością. Zasiedlają litoral jezior oraz strefę roślinności przybrzeżnej dużych rzek nizinnych. W jeziorach spotykane w najpłytszym, niezarośniętym litoralu, napływkach, na przybrzeżnych kłodach, w szuwarach, oczeretach, elodeidach i na dnie mulistym. Limnebiont preferujący duże jeziora oraz strefę helofitów, młodsze stadia larwalne występują także w strefie elodeidów (obserwowana jest sezonowa wędrówka larw ze strefy elodedów ku brzegowi. Gatunek o rozmieszczeniu pelearktycznym, w Polsce bardziej pospolity niż Phryganea grandis.